# Зуц-Латриген
Зуц-Латриген (нем. Sutz-Lattrigen) — коммуна в Швейцарии, в кантоне Берн.
Входит в состав округа Нидау. Население составляет 1302 человека (на 31 декабря 2006 года). Официальный код — 0750.

## История
Муниципалитет расположен на берегу озера Биль. В 2007 году в озере недалеко от Суц-Латтриген были обнаружены остатки самого старого известного здания в Швейцарии — свайного дома, датируемого 3863 годом до нашей эры. Береговая линия была занята поселением культуры шнуровой керамики в период неолита и бронзового века. В 2011 году останки поселения были включены в список объектов Всемирного наследия ЮНЕСКО.
Деревня Суц впервые упоминается в 1228 году как «Соц». В 1262 или 1263 году он был упомянут как «Суз». Деревня Латтриген впервые упоминается в 1270 году как Латтрингун. В средние века обе деревни были частью земель графов Невшатель-Нидау. В 1398 году город Берн приобрел эти две деревни и большую часть окружающей территории. В течение следующего столетия несколько местных патрицианских семей и монастырских домов владели землями или правами в Суце и Латтригене. Постепенно, аббатства Святого Альбана в Базеле, Фринисберге, Готтштатте и Командорство Мюнхенбухзее приобрели большую часть земли. Однако, в 1528 году Берн принял новую веру протестантской реформации и секуляризировал все земли аббатств, передав Шутц и Латриген под прямой бернский контроль. После французского вторжения 1798 года, Шутц-Латтриген вошел в состав округа Зееланд в составе Гельветской республики. В 1803 году, в результате Акта о посредничестве, он вошел в состав района Нидау.
Деревенская церковь Суц упоминается впервые в 1228 году, хотя романские стены указывают на то, что она старше. Колокольня была построена в 1485 году, а хор — в 1510 году. Приход Суц включал деревни Тюшерц и Альферме (обе теперь являются частью Тванн-Тюшерц) на другом берегу озера. Деревни оставались частью прихода Суц до 1993 года, когда они сформировали свой собственный.
В 17 веке Берн построил в Латтригене пирс и склад, которые связывали деревню с торговыми путями озера. В 1916 году деревни были соединены с железной дорогой Тэффелен-Биль/Бьенн. Деревни Суц и Латтриген совместно использовали школу и сельскохозяйственные угодья, постепенно превращаясь в единый муниципалитет. В 1950-х годах население обеих деревень выросло, и они объединились в единое непрерывное поселение.